# 川原由美子
川原 由美子（かわはら ゆみこ、1960年4月20日—）、日本漫畫家。北海道上磯郡上磯町（現・北斗市）出身。代表作是《觀用少女》。
1986年、第31回小学馆漫画赏得主。

## 作品
漫畫
- 星空夜語、全7冊
- 觀用少女（日语：観用少女）、全4冊、原名《観用少女》
- 我想見到你、全2冊
- 川原由美子選集、全13冊

1. 《CLIMB THE MOUNTAIN》
2. 《向紙月亮道晚安》
3. 《SENTIMENTAL》
4. 《停止的冬天》
5. 《GORGEOUS》
6. 《SENTIMENTAL》
7. 《迷路的孩子》
8. 《翡翠森林》
9. 《SOLDIER BOY》
10. 《BUBBLE GUM REVOLUTION》
11. 《中途下車》
12. 《耳環》
13. 《白色帽子的夏天》
14. 《BREATH》
15. 《SPRING ● BLUE》
16. 《PARK》

小說插畫
- 夏街道 [サマーロード]，小說作者：早見裕司

## 外部連結
- （日語）